# 小林節正
小林 節正（こばやし せつまさ、1961年 - ）は日本のファッションデザイナー。

## 概要
靴デザイナーの父親を持ちイタリアで靴職人としての修行をした後、1980年から1985年まで「Zipper」のスタッフとして活動。1985年以降は、フリーランスとしてタケオキクチ他複数のブランドで靴を製作する。
1993年に始めたファッションブランド『ジェネラルリサーチ』のデザイナーとして知られ、その名が有名となる。他にも2002年に『WIN A COW FREE』という衣服のショップがあった場所を利用して、松浦弥太郎による『COW BOOKS』という書店としてオープンする企画も始めた。2007年以降は『ジェネラルリサーチ』という名義をやめ、『マウンテンリサーチ』他、多様な『……リサーチ』シリーズで衣類などを手がけている。
2021年、山梨県道志村のキャンプ場「水源の森 キャンプ・ランド」の総合ディレクションを担当した。

## 手がけたシリーズ
- ジェネラルリサーチ(General research)
- マウンテンリサーチ(Mountain research)
- ナーヴァル・リサーチ(Naval research)
- プリズナー・リサーチ(Prisoner research)
- ウォーフィールド・ウェアー・リサーチ(War field wear research)

主に衣服から成るライン。
- ホースブランケット・リサーチ(Horse Blanket research)

ストールやマフラーなどを手がけるライン。
- アナルコ・パックス（anarcho pax）

主に生活用品などを手がけるライン。
- SEtt

主に靴を手がけるライン。

## リンク
- 公式サイト